# Xenotrichula guadelupense
Xenotrichula guadelupense is een buikharige uit de familie Xenotrichulidae. Het dier komt uit het geslacht Xenotrichula. Xenotrichula guadelupense werd in 1984 voor het eerst wetenschappelijk beschreven door Kisielewski. 